# Grzegorz Banaszczyk
Grzegorz Banaszczyk ps. „Gregor” (ur. 12 lipca 1961) – polski żeglarz, konstruktor i budowniczy jachtów.

## Życiorys
Grzegorz Banaszczyk mieszka w Łodzi, związany jest z żeglarstwem od 14 roku życia. Początkowo należał do harcerskiego klubu wodniackiego, uczestniczył w rejsach, obozach oraz regatach. Pierwszym jego sukcesem sportowym było wicemistrzostwo Polski na jachcie kl. Omega. Banaszczyk oprócz żeglarstwa zajmuje się konstrukcją i produkcją jachtów, których wyprodukował ponad 100. Na jego produkcji jachcie Flyer 550 Piotr Słowik został Mistrzem Świata w klasie Micro w kategorii Cruiser. Ponadto jest projektantem jachtu Wind 550. Jest członkiem jury targów żeglarskich Boat Shaw, a także członkiem Klubu Żeglarskiego Horn Kraków.

## Sukcesy
Grzegorz Banaszczyk odnosił liczne sukcesy na Mistrzostwach Świata oraz Mistrzostwach Polski w żeglarstwie. Na jego koncie znajdują się liczne medale Mistrzostw Polski Jachtów Kabinowych oraz sukcesy w regatach.

### Mistrzostwa Świata w klasieMicrokat. Open
- (x7) Mistrzostwo Świata (2012, 2014, 2015, 2016, 2017, 2018, 2019)[8]

### Mistrzostwa świata w klasie Micro kat. Cruiser
- Mistrzostwo Świata (2003, 2006),
- Wicemistrzostwo Świata (1994, 1999),
- IV miejsce (2005)[7].

## Odznaczenia i nagrody
- Nagrody Ministra Sportu
- Nagroda im. Leonida Teligi (2015)
- Odznaka „Za Zasługi dla Miasta Łodzi” (2021)[3]